# Acide L-thréo-3-méthylaspartique
L'acide L-thréo-3-méthylaspartique, ou L-thréo-β-méthylaspartique, est un acide aminé rare produit par la méthylaspartate ammonia-lyase. Il est présent dans certains antibiotiques tels que la friulimicine (en) et la vicénistatine (en) ainsi que dans le métabolisme des halobactéries.